# Abdul Rahman Khan
Abdul Rahman Khan fou kan d'Astracan vers 1533. Era descendent de la branca original de kan fundada per Mahmud Khan i podria ser fill d'Abdul Karim.
Va estar en bons termes amb Rússia; el consell de regència rus va enviar una delegació el 1537 que patia els atacs dels nogais i dels tàtars de Crimea. Els primers el van aconseguir enderrocar aquell mateix any pujant al tron Derwish Ali.
Va recuperar el tron vers el 1539, perquè el 20 de setembre de 1539 Ivan el Terrible va enviar a Powadin fill d'Andreu Stephanov, amb una carta pel kan, preguntant per la seva salut; un delegat tàtar de nom Epboldu, amb alguns companys, fou enviat a Rússia. Als anys següents Kudaliar va anar a la cort del gran príncep com ambaixador; el juliol de 1541 va retornar d'Astracan un enviat anomenat Feodor Neweshin, que va informar que un príncep d'Astracan, de nom Yadigar, anava en camí de la cort russa, per entrar al servei de Rússia, i que en aquell moment era a la cort de Kasimov amb Shah Ali. Acompanyava a Feodor un tàtar de nom Ishim, enviat del kan. Yadigar va arribar una setmana després i va entrar al servei de Rússia; Yadigar era fill de Qasim II.
El 1545 fou enderrocat per Ak Kubek que retornava al tron.